# Persone di nome Maria/Nobildonne
| Questa pagina contiene informazioni ricavate automaticamente dalle voci biografiche con l'ausilio del template Bio e di un bot. L'aggiornamento è periodico e automatico e ricostruisce completamente la pagina. Se manca una persona in questa lista, sei pregato di non aggiungerla, ma accertati piuttosto che la sua voce biografica contenga il template Bio e che i dati anagrafici siano correttamente compilati. Se il template Bio manca, inseriscilo tu stesso o, in alternativa, metti l'avviso {{tmp\|Bio}} che ne segnala la mancanza. Se i dati riportati sono sbagliati, correggi direttamente la voce biografica; le modifiche saranno visibili in questa lista entro pochi giorni. Per chiarimenti vedi il progetto antroponimi. La lista contiene solo le 66 persone che sono citate nell'enciclopedia e per le quali è stato implementato correttamente il template Bio. Pagina aggiornata al 6 ago 2025. |

Questa è una lista di persone presenti nell'enciclopedia che hanno il nome Maria e sono nobildonne.

## A(1)
- Maria d'Assia-Kassel, nobildonna (Hanau, n. 1796 - Neustrelitz, † 1880)

## B(1)
- Maria Bolena, nobildonna inglese (Blickling Hall - † 1543)

## C(2)
- Maria Dmitrievna Cantemir, nobildonna russa (Iași, n. 1700 - Mosca, † 1757)
- Maria Anna Czartoryska, nobildonna e scrittrice polacca (Varsavia, n. 1768 - Parigi, † 1854)

## D(25)
- Maria d'Aragona, nobildonna italiana (Ischia, n. 1503 - Napoli, † 1568)
- Maria Maddalena d'Asburgo, nobildonna (Vienna, n. 1689 - Vienna, † 1743)
- Maria Ludovica d'Austria-Este, nobildonna (Monza, n. 1787 - Verona, † 1816)
- Dolores d'Asburgo-Lorena, nobildonna (Leopoli, n. 1891 - Viareggio, † 1974)
- Maria Anna d'Assia-Homburg, nobildonna tedesca (Bad Homburg vor der Höhe, n. 1785 - Berlino, † 1846)
- Laura d'Este, nobildonna italiana (Ferrara, n. 1590 - Mirandola, † 1630)
- Maria Adelaide di Lussemburgo, nobildonna (Colmar-Berg, n. 1894 - Lenggries, † 1924)
- Maria Giuseppina di Sassonia, nobildonna tedesca (Dresda, n. 1867 - Erlangen, † 1944)
- Maria Teresa d'Austria-Este, nobildonna (Milano, n. 1773 - Ginevra, † 1832)
- Maria Valeria d'Asburgo-Lorena, nobildonna austriaca (Buda, n. 1868 - Vienna, † 1924)
- Maria d'Armagnac, nobildonna francese († 1473)
- Maria Teresa d'Asburgo-Teschen, nobildonna austriaca (Vienna, n. 1845 - Tubinga, † 1927)
- Maria Luisa d'Assia-Kassel, nobildonna (Kassel, n. 1688 - Leeuwarden, † 1765)
- Maria Teresa Giuseppa d'Asburgo-Lorena, nobildonna (Firenze, n. 1767 - Lipsia, † 1827)
- Maria Anna d'Asburgo-Teschen, nobildonna austriaca (Linz, n. 1882 - Losanna, † 1940)
- Maria d'Avalos, nobildonna italiana (Napoli, n. 1562 - Napoli, † 1590)
- Maria Teresa Cayetana de Silva, nobildonna spagnola (Madrid, n. 1762 - Madrid, † 1802)
- Maria de Toledo y Velasco, nobildonna spagnola (Siviglia, n. 1651 - Madrid, † 1710)
- Maria Giuseppa del Liechtenstein, nobildonna e mecenate austriaca (Vienna, n. 1768 - Hütteldorf, † 1845)
- Maria Anna Vittoria di Baviera, nobildonna (Monaco di Baviera, n. 1660 - Versailles, † 1690)
- Maria Teresa di Borbone-Vallabriga, nobildonna spagnola (Velada, n. 1779 - Parigi, † 1828)
- Maria Elisabetta di Brunswick-Wolfenbüttel, nobildonna tedesca (Brunswick, n. 1638 - Coburgo, † 1687)
- Maria Cristina Felicita di Leiningen-Dachsburg-Falkenburg-Heidesheim, nobildonna tedesca (Mülheim an der Ruhr, n. 1692 - Eisenach, † 1734)
- Maria Carlotta Antonia di Schleswig-Holstein-Sonderburg-Wiesenburg, nobildonna tedesca (Vienna, n. 1718 - Horažďovice, † 1765)
- Maria Gabriella Felicita di Schleswig-Holstein-Sonderburg-Wiesenburg, nobildonna tedesca (Vienna, n. 1716 - Vienna, † 1798)

## E(1)
- Maria van Eicken, nobildonna olandese (Bruxelles, n. 1571 - Treis-Karden, † 1636)

## F(2)
- Maria Fadrique, nobildonna spagnola (Salona, n. 1370 - Edirne, † 1394)
- Maria Emilia Fagnani Seymour-Conway, nobildonna inglese (Londra, n. 1771 - Parigi, † 1856)

## G(6)
- Maria Luisa Gonzaga, nobildonna spagnola (Madrid, n. 1726 - Madrid, † 1773)
- Maria Antonia Dorotea Gonzaga, nobildonna spagnola (Madrid, n. 1735 - Madrid, † 1801)
- Maria Isabella Gonzaga, nobildonna italiana (Guastalla, n. 1680 - Guastalla, † 1726)
- Maria Francesca Gonzaga, nobildonna spagnola (Madrid, n. 1731 - Madrid, † 1757)
- Maria Grimaldi, nobildonna monegasca (Monaco)
- Maria di Guisa, nobildonna francese (Bar-le-Duc, n. 1515 - castello di Edimburgo, † 1560)

## L(1)
- Luisa Carlotta di Sassonia-Altenburg, nobildonna tedesca (Altenburg, n. 1874 - Altenburg, † 1953)

## M(12)
- Maria Antonia di Koháry, nobildonna ungherese (Budapest, n. 1797 - Vienna, † 1862)
- Maria Cristina di Borbone-Spagna, nobildonna spagnola (Madrid, n. 1833 - Madrid, † 1902)
- Maria di Avesnes, nobildonna francese (n. 1280 - Château de Murat, † 1354)
- Maria di Borgogna, nobildonna francese (n. 1298 - † 1336)
- Maria Aurora Uggla, nobildonna svedese (n. 1747 - † 1826)
- Maria Klementyna Sanguszko, nobildonna polacca (Slavuta, n. 1830 - Leopoli, † 1903)
- Maria Afonso, nobildonna portoghese (n. 1302 - Odivelas, † 1320)
- Maria Isabel de Alcântara, nobildonna brasiliana (San Paolo, n. 1830 - San Paolo, † 1896)
- Maria di Serbia, nobildonna serba (Smederevo - Çorlu)
- Maria di Piero de' Medici, nobildonna italiana (Firenze, n. 1455 - † 1479)
- Maria Maddalena de' Medici, nobildonna italiana (Firenze, n. 1600 - Firenze, † 1633)
- Maria Cristina de' Medici, nobildonna italiana (Firenze, n. 1609 - Firenze, † 1632)

## N(1)
- Maria di Nassau, nobildonna olandese (Dillenburg, n. 1539 - Ulft, † 1599)

## O(1)
- Maria Felicia Orsini, nobildonna italiana (Firenze, n. 1599 - Moulins, † 1666)

## P(1)
- Maria Plantageneta, nobildonna e religiosa inglese (Windsor, n. 1278 - Amesbury, † 1332)

## R(2)
- Maria Letizia Ramolino, nobildonna italiana (Ajaccio, n. 1750 - Roma, † 1836)
- Maria Ruspoli, nobildonna italiana (Roma, n. 1888 - Aix-en-Provence, † 1976)

## S(5)
- Maria Salviati, nobildonna italiana (Firenze, n. 1499 - Villa di Castello, † 1543)
- Luisa Sanfelice, nobildonna italiana (Napoli, n. 1764 - Napoli, † 1800)
- Maria Giovanna Battista di Savoia-Nemours, nobildonna (Parigi, n. 1644 - Torino, † 1724)
- Maria Savorgnan, nobildonna italiana (Crema, n. 1468 - † 1529)
- Maria Skerritt, nobildonna inglese (n. 1702 - † 1738)

## T(1)
- Maria Maddalena Trenta, nobildonna e religiosa italiana (Lucca, n. 1670 - Firenze, † 1740)

## U(1)
- Maria van Utrecht, nobildonna olandese (Berkel en Rodenrijs, n. 1551 - Amersfoort, † 1629)

## V(2)
- Maria Antonia von Elsener, nobildonna tedesca (Genova, n. 1746 - Abano Terme, † 1793)
- Maria Wilhelmina von Neipperg, nobildonna tedesca (n. 1738 - † 1775)

## W(1)
- Maria Anne Wyndham, nobildonna inglese (Londra, n. 1819 - Folkestone, † 1892)